# 呂号第五百一潜水艦
呂号第五百一潜水艦（ろごうだいごひゃくいちせんすいかん）は、大日本帝国海軍の潜水艦。ドイツ海軍の潜水艦のIXC40型U1224が日本に譲渡されたもので、ドイツ海軍が日本海軍に無償譲渡したUボート2隻のうちの1隻である。

## 概要
「呂501」は「呂500」とともに、日本海軍によるインド洋での通商破壊実施を望んだドイツがそれらをモデルとして通商破壊戦用の潜水艦を建造してもらうため譲渡したものであった。この譲渡に際して、無償と理解した日本側と、有償だと考えていたドイツ側との間で齟齬が生じたが、最終的にヒトラーが「贈り物だ」といったことで落着した。

## 艦歴

### U1224として
ハンブルクのドイチェ・ヴェルフトで建造され、1942年11月30日に起工、1943年7月7日に進水。同年10月20日に竣工し、ゲオルク・プロウス(Georg Preuss)大尉が艦長となった。
第31潜水隊群での訓練の後、出撃に備えていたものの哨戒に出発することなく、日本海軍に譲渡される潜水艦に指定された。そのため、ドイツ艦として戦果を挙げることはなかった。

### 呂501として
1944年2月15日、「U1224」は日本海軍の艦籍に入り、呂号第五百一潜水艦と命名された。伊8で運ばれていた回航員（艦長：乗田貞敏少佐）はドイツ海軍の潜水艦学校において数か月間のUボート操艦のための日独合同訓練を行った。
同年3月30日、「呂501」は日本に向けてキールを出港。「呂501」にはジェット機の設計資料を携えた吉川春夫など、4名が便乗した。
連合国軍は「呂501」の行動を暗号解読により把握し、護衛空母「ボーグ」を中心とする部隊を派遣。5月13日、大西洋・カーボベルデの北西でアメリカ海軍バックレイ級護衛駆逐艦「フランシス・M・ロビンソン」によって撃沈され、乗員五十余人全員が戦死した。

## 艦長
- 乗田貞敏 少佐：1944年2月15日[9] - 1944年8月26日 戦死認定、同日付 任海軍中佐[10]

## 戦後
1965年3月、来日した西ドイツの練習艦隊の乗組員らが希望して靖国神社の銀杏を持ち帰り、駐独日本大使を招いて「呂501」の将兵らの合祀祭を行ったのち、キール軍港の慰霊塔に植樹が行われた。1970年に、ドイツ空軍総監ヨハネス・シュタインホフが返礼として樫（ドイツのシンボル）の苗を靖国神社に奉納している。